# ポルトガル語キー配列
ポルトガル語キー配列（-ご-はいれつ）は、パソコンおよびタイプライターでのポルトガル語入力のキー配列。ここでは、パソコンキーボードの配置を、主に取り上げる。

## キー配列

ポルトガル語キーボード・ブラジル配列

ポルトガル語キーボード・ポルトガル配列

ポルトガル語キー配列は、広く普及しているものでは、QWERTYを基本として、A～Z を配置している。また、Ç ç の位置が、L l の右、日本で普及しているキーボードの + ; の位置にある。
ブラジルで使われる『ブラジル配列』と、ポルトガルで使用される『ポルトガル配列』の、QWERTY タイプでは、二種類がある。
ポルトガル語入力では、アセントゥ・グラーヴィ acento grave　`、アセントゥ・アグードゥ Acento agudo ´ 、ティウ til ˜、アセント・シルクンフレクソ acento circunflexo ^ と、トレマ trema ¨がデッドキーである。
アセントゥ・グラーウィ ` と アセントゥ・アグードゥ ´  は、ブラジル配列では、日本で普及しているパソコンキーボードの P p の右の位置、日本で普及しているパソコンキーボードの ` ＠  の位置にある。ブラジル配列では、シフトキーを押さない場合、アセントゥ・グラーウィ `  の入力となり、シフトキーを押すと、 アセントゥ・アグードゥ ´の入力となる。ポルトガル配列では、日本で普及しているパソコンキーボードの { [ の位置にある。ポルトガル配列では、シフトキーを押さない場合、 アセントゥ・アグードゥ ´の入力となりシフトキーを押すと、アセントゥ・グラーウィ `  の入力となる。 
ティウ ~ と アセント・シルクンフレクソ ^ は、ブラジル配列では、日本で普及しているパソコンキーボードの ＊ : の位置にある。シフトキーを押さない場合、ティウ ˜  の入力となる。ポルトガル配列では、日本で普及しているパソコンキーボードの } ] の位置にある。シフトキーを押すと、アセント・シルクンフレクソ ^ の入力となる。 
トレマ ¨ は、ブラジル配列では、シフトキーをおしながら 6 のキーを打鍵することとなる。ポルトガル配列は、AltGr キー を押しながら、日本で普及しているパソコンキーボードの ＊ : の位置のキーを押すことになる。

## 実際の入力
英語その他の言語のQWERTY配列と同様に、打鍵できるが、デッドキーに留意する必要がある。
「パン」の語源のポルトガル語の単語 pão は、p ~ a o の順序で打鍵することとなる。
「ポルトガル語」を表すポルトガル語の単語 Português は、シフトキーを押して Pを打鍵した後、o r t u g u と打ち、シフトキーを押して ^ を入力してから、e s と入力する。
「歴史」「物語」をポルトガル語の単語 históriaは、h i s t を打鍵した後、ブラジル配列ではシフトキーを押しポルトガル配列ではシフトキーを押さずに ´ を入力した後、o r i a を入力する。

## ポルトガル国内タイプライター配列

HCESAR配列

1937年7月21日に定められた政令により公式なものとなったHCESAR配列が、1970年代まで、ポルトガル国内のタイプライターでは、広く使われていた。これは、QWERTY配列とはまったく異なる配列である。アセントゥ・アグードゥ ´　とティウ ~ は、Z z のとなり、日本で普及しているパソコンキーボードの P p の右の位置、日本で普及しているパソコンキーボードの ` ＠  の位置にある。アセントゥ・グラーウィ `　とアセント・シルクンフレクソ ^ は、日本で普及しているパソコンキーボードの ~ ^ の位置にある。
1970年代半ばより、AZERTY配列に基づく配列も普及し始める。
1980年代になり、コンピュータ化となり、ポルトガル国内のポルトガル語キーボードは、現在のQWERTY配列に基づくものに代わる。現在では、QWERTY配列に基づくものが圧倒的である。